# 翁承贊
翁承贊（859年—932年），一寫作翁承瓚，字文堯，一字文饒，號狎鷗翁。福州福清縣萬安鄉光賢里漆林村（今福清市新厝鎮漆林村）人。
翁巨隅之長子。二弟翁承裕，為唐昭宗光化三年进士。承赞於大中十三年（859年）出生。乾寧三年進士第三名，又中博學宏詞科。早年任京兆府參軍。天祐元年以右拾遺身份，前往閩中冊封王審知為瑯琊王。后拜諫議大夫。后梁時，再度成為閩王冊禮副使。不久，拔擢為福建鹽鐵使，加左散騎常侍，御史大夫。后依王審知，用為宰相。同光二年（924年），王审知卒，诸子为争夺政权，閩政日非，遂辞官归隐建安（今福建建瓯市）。长兴三年（932年）以病卒。工於詩，有《昼锦》、《弘词》等集，已佚。《全唐詩》存其詩一卷，《全唐詩續拾》補六首。